# Щуровский, Юрий Сергеевич
Юрий Сергеевич Щуровский (28 апреля 1927 — 13 октября 1996) — советский и украинский композитор и педагог.

## Биография
В 1951 году окончил композиторский факультет Киевской консерватории по классу Б. Н. Лятошинского, в 1954 — аспирантуру.
В 1951 работал в Киеве редактором издательства «Мистецтво», в 1951—1952 — заведующим музыкальной частью Киевского хореографического училища, а в 1952—1955 — преподавателем теоретических дисциплин в Киевской консерватории.
С 1958 по 1962 год преподавал теоретические дисциплины в Курском музыкальном училище. Давал в Курске творческие концерты.
С 1973 года Щуровский старший редактор отдела музыкально-педагогической литературы издательства «Музична Україна».
Автор балета «Песня о дружбе» (поставлен в 1961 году в Харькове); вокально-симфонических произведений, в том числе оды-увертюры «Живи, цвети, Советская держава» (1982); двух симфоний, симфонических поэм и увертюр; сочинений для оркестра народных инструментов; камерно-инструментальных ансамблей; хоров; романсов, песен; произведений для детей; музыки для кинофильмов
- Павел Корчагин, 1956,
- Капитан старой черепахи, 1956,
- Грозные ночи, 1960
- Трое суток после бессмертия, 1963
- Гибель эскадры, 1965 и др.

Скончался 13 октября 1996 года, похоронен на Байковом кладбище Киева.